# Francesco Luini
Pour les articles homonymes, voir Luini (homonymie).
Francesco Luini, né le 21 mars 1740 à Milan et mort le 7 novembre 1792, est un religieux jésuite et mathématicien italien, professeur à l'université de Pavie.

## Biographie
Né à Milan le 21 mars 1740, il entra dans la congrégation des jésuites de cette ville. L’observatoire qu’on y construisit en 1764, dans leur célèbre collège de Brera, fit naître chez lui une grande passion pour les mathématiques. Bientôt il y fut nommé adjoint au professeur d’astronomie et peu de temps après professeur de mathématiques. Ce fut alors qu’il publia son premier ouvrage dont le succès le fit nommer professeur dans les célèbres écoles palatines de Milan, où il eut une grande part aux heureuses réformes que l’Autriche introduisit dans l’enseignement des ingénieurs, et composa pour eux un cours d’algèbre et de géométrie. La chaire de la même science en l’Université de Pavie ayant vaqué sur ces entrefaites, fut donnée à Luini, qui l’occupa plusieurs années avec distinction. Le goût des voyages le conduisit à Paris et à Londres. A son retour, il publia un recueil de ses observations scientifiques : la hardiesse de pensées qu’il manifesta dans cet ouvrage et dans un autre intitulé Mcditazione filosofica (Méditation philosophique), lui attira quelques désagréments. Il perdit la chaire de Pavie et se rendit à Côme, puis à Mantoue, où il eut une brillante école de mathématiques. Parmi ses élèves, on remarque l’abbé Decésaris, qui devint l’un des professeurs de l’observatoire de Brera. Luini continua ses utiles fonctions jusqu’à la fin de sa carrière, qui eut lieu dans la même ville le 7 novembre 1792.

## Œuvres
- Delle progressioni e serie libri due ... coll'aggiunta di due memorie del p. Ruggiero Giuseppe Boscovich , Milan, Giuseppe Galeazzi, 1767 (lire en ligne) ;
- Esercitazione sull’altezza del polo di Milano, Milan, 1769 ;
- Corso degli elementi di algebra, di geometria e delle sezioni coniche, Milan, 1772, 3 vol. ;
- Lezioni di matematica elementare, Milan, Giuseppe Galeazzi, 1772 ;
- Viaggio in Francia ed in Inghilterra ;
- Meditazione filosofica, Pavie, Giuseppe Bolzani, 1778 (lire en ligne) ;
- Lettere scritte da più parti d'Europa a diversi amici, e signori suoi nel 1783, Pavie (lire en ligne).